# Capivari
Capivari é um município brasileiro do interior do estado de São Paulo, pertencente à Região Imediata de Piracicaba, que por sua vez pertence à Região Intermediária de Campinas. A população aferida pelo IBGE no Censo de 2010 era de 48 576 habitantes, distribuídos em uma área de 322,88 km², o que resultava em uma densidade populacional de 150,45 habitantes por km². Na estimativa populacional calculada pelo IBGE para 1º de julho de 2021, a população de Capivari era de 56 973 habitantes, resultando em uma densidade estimada de 176,5 habitantes por km². Em número de habitantes, está na 621.ª posição no país e na 127.ª no estado.

## História

### Surgimento do povoado
No início do século XVIII, Capivari recebeu os primeiros visitantes. Alguns deles encontraram um lugar com bom terreno, clima, água e peixes. Montaram acampamentos e decidiram começar uma nova vida. Em 1718, com a descoberta de ricas jazidas de ouro, nas cercanias de Cuiabá – período este em que um grande número de aventureiros passou por ela para abreviar o caminho até Mato Grosso –, em busca do metal precioso. Essas viagens aconteceram por via fluvial, pois a mata não oferecia condições favoráveis. Os aventureiros enfrentavam grandes perigos, fome e lutas ao longo do caminho. Uma dessas monções saiu de Porto Feliz, por ordem do marquês de Pombal e sob o comando do capitão general Morgado de Mateus, mas foi dizimada em grande parte por indígenas.
Por ser de difícil acesso, o lugar também foi escolhido pelos governadores das capitanias hereditárias para isolarem seus inimigos políticos. Longe dos centros urbanos, essas pessoas sentiram a necessidade de procurar uma maneira de se proteger das perseguições. E para isso, passaram a montar acampamentos às margens do rio, buscando assim, locais com bom clima, topografia e águas favoráveis à sobrevivência. No final do século XVIII, um grupo de ituanos encontrou um local com essas características e decidiu se estabelecer ali.
Assim, em 30 de abril de 1783, Antônio Pires de Almeida Moura e Joaquim da Costa Garcia, fundaram o “Arraial de São João de Capivary de Baixo”. Muitas famílias vieram de Itu e Porto Feliz e, dessa forma, o povoado começou a crescer, em 1785, Francisco Idorgo pede à Câmara de Itu e consegue fazer com que se instale a primeira venda: a “Venda do Chico”, este fato também atrai mais moradores ao longo dos tempos com a vontade de crescimento em novas terras.
No ano de 1790, o povoado aparece nos censos realizados por Itu com uma população flutuante. Na maioria, trabalhadores de empreiteiras que executavam serviços e se mudavam no final das obras. Já em 1800, às margens do lendário “Rio das Capivaras” floresce uma pequena população que mais tarde passa a se chamar Capivari, (da linguá Tupi, "Kapibara" = Capivara e "y"= rio).
A partir de 1800, a pequena povoação foi ganhando novos moradores atraídos pelos comentários e deslumbramentos com o local. Às margens de um rio cristalino em que predominavam, em abundância, Capivari, teve origem, por iniciativa do cônego João Ferreira de Oliveira Bueno, em 1813. Ele encaminhou um requerimento para criação de um povoado, nos sertões de Itu, distante das igrejas de Itu, Porto Feliz e Piracicaba. A Freguesia deveria ser criada sob a invocação de São João Batista.
Em junho de 1820, o pequeno povoado formado por um bom número de casinhas e uma pequena capela esperava ansiosa pelo seu primeiro sacerdote, o padre João Jacinto dos Serafins (nomeado capelão pelo bispo de São Paulo). Ele chegou no final de julho após longa viagem a cavalo, vindo pelo caminho de Itu. Jacinto encontrou algumas casas espalhadas onde hoje são as ruas Antônio Pires e XV de Novembro. A capela estava ainda por terminar e no início o padre utilizou provisoriamente a casa de Joaquim da Costa Garcia.
Na missa de inauguração do dia 11 de agosto de 1820, estavam presentes os primeiros povoadores de Capivari: Antônio Pires de Almeida Moura, Joaquim da Costa Garcia, Manoel José de Almeida Leme, José Machado, Antônio José Fiúza, Manoel José do Amaral, Manoela José Vaz Botelho, entre outros. No pátio da capela, algumas cruzes indicavam que ali havia sido sepultados escravos e moradores do povoado. Ainda durou por muito tempo o hábito de se enterrar os escravos no pátio da capela e os demais paroquianos no seu interior. Somente os grandes fazendeiros eram levados para Itu e Porto Feliz para serem enterrados como de costume. Nessa época, o prédio não possuía torre e o sino, para a convocação dos fiéis, ficava em uma grande figueira ao lado. O santo padroeiro escolhido para a bênção da Vila, foi São João Batista.
As festas – principalmente as religiosas – atraem inúmeras pessoas ao longo dos anos. Próximo à capela de São João Baptista de Capivary (construção de taipa socada, constituída por um cômodo retangular, com um altar de madeira ao fundo), ficava a "Venda do Chico", a única em Capivari. Ela se torna um centro irradiador de construções e edificações no povoado. Cada vez mais pessoas – atraídas pelas vantagens da terra – chegam ao lugar.
Em 11 de outubro de 1826, a Capela é elevada a freguesia de São João Baptista de Capivary, com um decreto promulgado pelo imperador D. Pedro I. Nesse período, o vigário era Inácio Francisco de Morais.

### Primeiros povoadores
- Antônio Pires de Almeida Moura: nascido em Sorocaba, mas criado em Itu, foi responsável por mais de 40 anos de intenso trabalho pelo município. Ele era primo-irmão do venerável padre Bento Dias, o santo protetor dos leprosos. Transferindo-se de Itu para Capivari, quando nascia o povoado, construiu na primitiva rua que se esboçava a sua casa, colaborou na construção da primeira igreja, conseguiu da Câmara de Itu, em 1825, o Alto de Arruamento da Vila, participou da instalação da Freguesia, em 1827, foi figura de grande importância na campanha de criação do Município, foi eleito em setembro de 1832, para a primeira Câmara Municipal, cuja presidência exerceu por falecimento de Martim Taques, e construiu a igreja matriz em 1851 e iniciou a construção do seu solar, na esquina das ruas Fernando de Barros e Tiradentes (terminada pelo Barão de Almeida Lima), quando morreu em 1852, vítima de uma infecção tetânica numa das mãos. De seu casamento com Gertrudes de Araújo Campos deixou: Joaquim Pires de Arruda Gavião, Antônio Pires de Araújo, Francisco Xavier de Almeida Pires (foi político em Botucatu), Ana Pires (que foi casada com José Francisco Vaz do Amaral), Raimundo Pires de Almeida Moura e Escolástica Maria de Almeida Pires (casada com João de Campos Camargo).
- João Dias de Aguiar: de Porto Feliz, filho do capitão André de Aguiar e Dona Genoveva Luz Cardoso. Neto paterno de João Rodrigues de Aguiar e Maria Teresa de Almeida; neto materno de José de Toledo Piza e Izabel da Luz Cardoso. Foi casado com Gertrudes de Almeida Lima.
- Capitão Manoel José Vaz Botelho: de Porto Feliz, filho de José de Arruda Penteado e Isabel Maria Paes. Casado com Maria Amaral Gurgel, deixou desse matrimônio Manoel, Antônio e Maria. Em segundas núpcias, com Maria do Amaral (irmã da primeira esposa), teve Gertrudes casada com Manoel de Campos Camargo; Isabel, casada com José de Arruda; Maria, casada com João Vaz de Arruda Amaral; Maria, casada com Luciano Francisco Pacheco; Francisco Vaz de Arruda Amaral, José Manoel e Joaquim Vaz de Arruda Amaral. Deixou um filho natural – Constantino de Arruda Campos.
- João da Cruz Leite: de Porto Feliz, filho do sargento-mor Antônio José de Almeida Leite e Teodora Leite Martins. Foi casado com Teodora Leite de Almeida Camargo e deixou: Ana, casada com Salvador Martins Bonilha; Teodora, casada com Antônio Martins Bonilha; Gertrudes, casada com o major Inácio de Camargo Penteado; Maria, casada com Teodoro Leite de Almeida; José da Cruz Leite; Francisco Antônio Martins e Antônio José de Almeida Leite.
- Martim de Melo Taques: de Itu, filho do capitão-mor, Vicente da Costa Taques Góes e Aranha. Casado com Ana Francisca de Araújo, deixou: Martim de Melo Taques, que abandonou o lar paterno para se alistar na Guerra dos Farrapos, no Rio Grande do Sul; João Miguel de Melo Taques, José, Elias, Manoel e Ana de Melo Taques. Faleceu repentinamente, em 11 de setembro de 1834, quando era presidente da primeira Câmara Municipal de Capivari.
- Saturnino de Brito Paes Leite: de Porto Feliz, filho de Saturnino Paes de Almeida Leite e Francisca de Arruda. Casou-se com Ana Euquéria de Campos. Filhos: Tibúrcio, Delfino e Evaristo.
- Antônio José de Sousa: Casado com Genoveva Dias de Aguiar Sousa. Filhos: Rita de Sousa Nogueira, casada com Fernando Augusto Nogueira; Gertrudes de Sousa Melo, casada com Antônio Aristides do Amaral Melo; Maria de Sousa Pacheco, casada com José Correa Pacheco e Silva; Elisa de Aguiar Sousa, casada com Carlos Augusto de Sousa; Antônio José de Sousa, Osório de Sousa; Otília, Lívia, Adelaide, Genoveva, Angelina, Alice e Sílvia de Sousa.
- Luiz Teixeira de Assumpção: Casado com Maria Ursolina Dias de Assumpção. Filhos: Maria Cecília Ursolina (Sinhazinha), Otávio, Alarico e Dr. André de Toledo Assumpção.
- Luciano Dias Pacheco: Filho de Bento Dias Pacheco e Maria Euqueria de Campos Pacheco. De seu primeiro casamento com Maria Lavínia de Assumpção deixou: Bento, Luciano e Isabel. Do segundo casamento com Maria Carolina do Amaral, os filhos: Bento, Maria, José e Isabel.
- Fernando Paes de Barros: de Itu, filho de José de Barros Penteado e Maria Dias Leite, foi casado com Maria Jorge de Barros e deixou Maria, Ana, José, Gertrudes, Fernando, Francisco, Alexandre, Isabel, Bento, Antônio e Joaquim Paes de Barros. Seus filhos juntaram o Fernando aos seus nomes – Francisco Fernando, Antônio Fernando, e assim por diante. Foi o primeiro prefeito de Capivari, quando este cargo provisoriamente existiu, em 1835. Homem enérgico e esclarecido, foi um dos mais ilustres capivarianos da primeira fase da vida municipal.
- Gertrudes de Araújo Campos: de Itu, viúva de Antônio Pires de Almeida Moura, era filha do capitão Vicente do Amaral Campos e sua primeira esposa Helena Maria de Sousa. Dona Gertrudes faleceu em 9 de junho de 1861. Era irmã de Vicente de Campos Gurgel, casado com Maria Gertrudes Ferraz pais de Ana, Vicente, Francisco, João, José, Helena, Cândido, Maria, Manoel, Benjamin e Gertrudes Joanico.
- José Manoel Fiúza (Jeca Fiúza): casado com Umbelina de Arruda deixou: Manoel de Pádua Melo, José Fiúza de Melo, Gabrielina de Arruda Melo, casada com Francisco Boaventura do Amaral; Antônio José de Melo a esse tempo – 1869 – integrou as forças brasileiras no Paraguai; e Ana Fiúza de Melo.
- Felipe de Campos e Almeida: casado com Andreza Pacheco de Arruda filha de Guilherme Vaz Pinto e Bárbara Dias Leite. Filhos: Bárbara Dias Leite, casada com Joaquim Pires, Camilo de Campos e Almeida, Estanislau de Campos e Arruda, Joaquim Pinto de Almeida, José Vaz Pinto, João Pinto Ribeiro, Ana Pacheco de Arruda, casada com Estanislau de Campos Pacheco, Antônia Pacheco de Arruda e Mariana Leme da Silva.
- Daniel de Campos Camargo: de Itu, casado com Isabel de Arruda Campos, filha do sargento-mor, Felipe de Campos Bicudo e Gertrudes Leite de Sampaio. Filhos: José de Campos Camargo, Ana, casada com Antônio do Amaral; Gertrudes casada com José Ferraz de Camargo, Maria, casada com José do Amaral Gurgel; Francisca, casada com Antônio Pires de Araújo; Eufrozina, casada com Josué de Pádua Castanho; Antônio Daniel de Campos, Estanislau de Campos Camargo e João de Campos Camargo, casado com Escolástica Marisa de Almeida Pires, última filha de Antônio Pires de Almeida Moura.
- Estanislau de Campos Pacheco: de Itu, filho do Alferes Luciano Francisco Pacheco e Ana Gertrudes de Campos Pacheco. Filhos: Luciano Francisco Pacheco, Francisco de Almeida Pacheco, Ana Gertrudes de Arruda, casada com Elias Antônio Pacheco; Maria, casada com Antônio de Campos Pacheco; e Antônia de Arruda Pacheco, casada com Luciano de Moura Pacheco.
- Salvador Martins Bonilha: casado com Ana de Toledo Piza. Filho: Salvador Martins Bonilha, casado com Maria Isabel de Almeida; e os descendentes desse casal: Salvador Francisco, Antônio, Ana, Maria e Branca Martins.

### Elevação de freguesia a vila

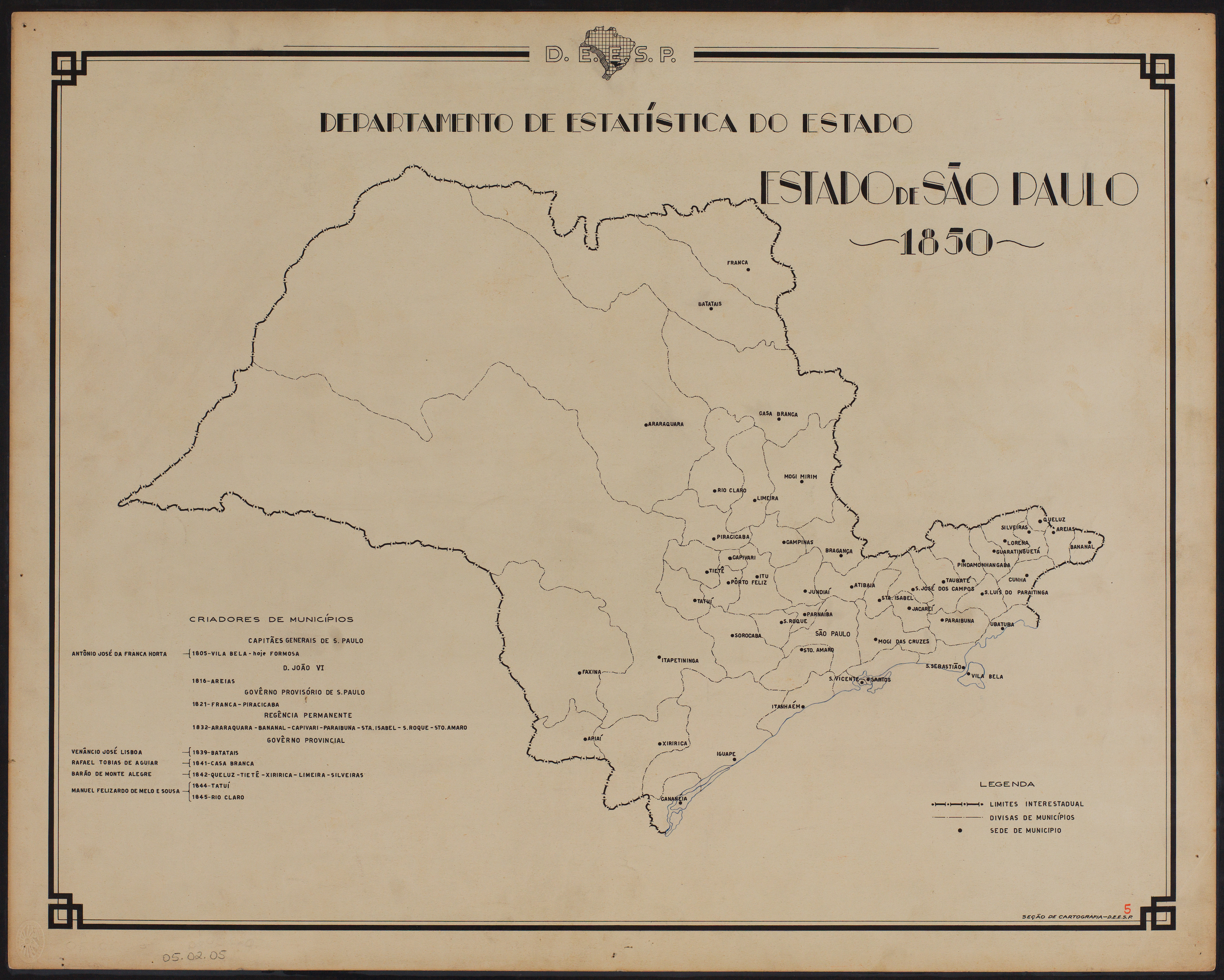
Estado de São Paulo (1850).

Por alvará de 10 de julho de 1832, é oficialmente denominada Vila de “São João Baptista de Capivary de Baixo” (Capivari de Cima era a atual Monte Mor). Assim tem início o desenvolvimento econômico do povoado. Predominam o açúcar, os cereais, o chá, o algodão e o café que contribuem para a proliferação das fazendas. A elevação da freguesia a vila atraiu ainda mais moradores, exigindo assim melhorias na infraestrutura local. A população da vila na época era:
- População branca: 838 homens e 724 mulheres (total: 1.562);
- População escrava: 464 homens e 163 mulheres [negros naturais do país] (total: 627)
- Negros africanos: 1.713 homens e 492 mulheres (total: 2.205)
- Pardos: 15 homens e 11 mulheres (total: 26)
- Negros libertos: 34 homens e 65 mulheres (total: 99)
- Negros livres: 02 homens e 04 mulheres (total: 06)
- Índios: 1 casal
- População total: 4.526
- Casas: 133

As vias principais eram: Rua do Comércio (saída para Porto Feliz - atual XV de Novembro) e Bento Dias Pacheco (saída para Monte Mor); o nome foi em homenagem ao padre ituano Bento Dias. Na época não existia cemitério e os mortos eram sepultados na igreja. Também nessa época, começou a funcionar a primeira escola Emulação, na casa que foi do Padre Fabiano, na rua do mesmo nome, esquina com a Tiradentes.

### Instalação da primeira Câmara
A primeira Câmara de Capivari foi eleita em 7 de setembro de 1832 e instalada em 25 de julho de 1833. Com a efetiva instalação do município, Capivari desliga-se de Porto Feliz. Os homens formados eram dois: o padre e o cirurgião. A vila possuía também oito negociantes e doze jornaleiros, quatro estrangeiros, sendo dois naturalizados. Era juiz de paz, o senhor Felisberto da Costa Guimarães.
Os vereadores foram nomeados por decreto, pelo regente Campos Vergueiro, com mandato previsto para três anos. O responsável pelo município, considerado o primeiro prefeito, foi o tenente Fernando Paes de Barros, nomeado pelo presidente da Província de São Paulo. Martim de Melo Taques foi o primeiro presidente da Câmara de Capivari. Em 1835, foram promulgados os primeiros atos municipais estabelecidas por lei de 26 de agosto de 1835. A segunda Câmara foi eleita em 1835, sendo criada a Cadeia Pública em baixo e a Casa da Câmara em cima. A composição da primeira Câmara era: Joaquim Correia Leite, Martim de Melo Taques, Antônio Pires de Almeida Moura, João Dias de Aguiar, Saturnino Paes, José Ferraz de Arruda, Manuel Ferraz de Sampaio e Felipe de Campos Bicudo.
Havia na vila de Capivari, uma Companhia de Infantaria da Guarda Nacional, e cinquenta praças da cavalaria desarmados.
Em agosto de 1833, foi criada uma linha postal ligando Capivari a São Paulo, via Porto Feliz, sob o comando de Antônio Correia Leite.
O único professor era um alfaiate que dava aulas de primeiras letras e ensinava música. Tinha dezoito alunos, sendo quatro meninas. Havia na vila mais de cem crianças em idade escolar. O problema da falta de vagas foi oficiado pela Câmara ao governo da província, ressaltando o problema e a necessidade de uma resolução que só pôde ser atendida no início em 1834, com a nomeação do professor José Custódio de Assunção.

### Café, açúcar e política
Em 1836, aparece o café na região, primeiramente em Itu e Jundiaí.
Escala de produção:
- Itu: 1.052 arrobas de café
- Porto Feliz: 990 arrobas de café
- Capivari: 310 arrobas de café

No oeste e sul paulista, o açúcar superava o café. Em 1837, era a principal cultura, alavancando o comércio nas vilas ao ocidente da capital, Jundiaí, São Carlos, Itu, Porto Feliz, Capivari, Sorocaba e Piracicaba, que forneciam juntas, a metade do açúcar exportado pelo porto de Santos. O município, em 1836, contava com 3.437 habitantes e tinha 52 engenhos produzindo 52.193 arrobas de açúcar e 490 canadas de aguardente.
A terceira Câmara Municipal foi eleita em 7 de setembro de 1837. Assim, a construção da ponte – então considerada nova - sobre o rio Capivari (na XV de Novembro) seguiu de 1838 a 1840. Ela contava com 400 palmos de comprimento por 25 de largura.
Em 1839, foi nomeado vigário, o padre Fabiano José Moreira de Camargo, que mais tarde se tornaria chefe político da cidade e região e deputado provincial. Em 6 de agosto de 1840, o presidente da Província, Rafael Tobias de Aguiar, comunica à Câmara a maioridade de D. Pedro II e sua ascensão ao trono. Já em 7 de setembro foram eleitos os novos vereadores. Compareceram à votação 143 eleitores.
A população da vila continuava sem iluminação nas ruas e com estragos devido aos buracos causados pelas chuvas, as ruas ficam intransitáveis. A iluminação pública da cidade tem início no ano de 1886, com 16 lampiões a querosene. Onze anos depois, passam a ser 62. Finalmente, em 1910, a luz elétrica chega a Capivari.

### Visita de D. Pedro II a Capivari
Um fato histórico e significativo para Capivari foi a visita do imperador D. Pedro II e da imperatriz Dona Teresa Cristina à cidade em 22 de setembro de 1878. Assim que o casal imperial chegou à estação de Capivari, já o aguardava uma comitiva para conduzi-los, em um trole (carruagem) a frente da igreja matriz onde esperavam diversos populares e autoridades para a realização da cerimônia oficial. Ainda na estação ferroviária, muitas pessoas animavam as festividades. As manifestações de carinho ficavam evidenciadas nos olhos da população presente. Dentre todas as demonstrações de afeto ao imperador uma foi surpreendentemente inesquecível: ao ser conduzido em direção ao trole, ainda na estação, um morador da cidade vendo que o imperador iria pisar no chão para subir ao veículo, subitamente tirou seu paletó e ajoelhou-se, estendendo a roupa para que pisasse antes de subir à carruagem, fato este que deixou o imperador muito emocionado.
O município foi preparado para a recepção com enfeites de flores, folhagens e muitos foguetes. A cidade recebeu limpeza para receber a comitiva imperial. Pedro II e Teresa Cristina, após receberem homenagens no largo da matriz, retiraram-se para descanso e almoço na casa do Barão de Almeira Lima (casa tombada como Monumento Histórico Paulista, próxima à Igreja matriz).
Os monarcas visitaram também em Capivari, as escolas dos professores Serafim e Luis de Freitas (masculinas) e das professoras Dona Fausta Isabel de Góis e de Maria do Carmo Maciel (femininas). Além de uma visita à Loja Maçônica Integridade (também próxima à matriz) tendo presidido a reunião. A cadeira em que se sentou ainda existe conservada na sede da Loja Integridade em Capivari.
| Em 22 de setembro de 1878 Capivari recebeu a visita do Imperador D. Pedro II e da imperatriz Dona Teresa Cristina. Após receberem homenagens no largo da Matriz, foram recepcionados pelo Barão Almeida Lima em sua casa e ali descansaram ... "Eu tinha 12 anos e lembro-me perfeitamente que eles ficaram hospedados na casa do Barão, onde atualmente reside a família Lembo. Toda a cidade se enfeitou para receber os imperadores; quem pode fez roupa nova. As ruas foram embandeiradas, houve salva de tiros e muitos foguetes. E um baile só de gente fina, em que se dançou o minueto até altas horas. Uma beleza!" |
| — Luiz Raimundo de Goes entrevista ao jornal O Estado de São Paulo e publicada em 03/01/1968, página 16, Luiz Raimundo de Goes, falecido no mesmo ano aos 102 anos. |

## Geografia
Localiza-se a oeste da capital São Paulo, entre Campinas, Piracicaba e Sorocaba. Suas coordenadas geográficas são 22º59'42" de latitude sul e a 47º30'28" de longitude oeste, estando a uma altitude de 675 metros.

### Hidrografia

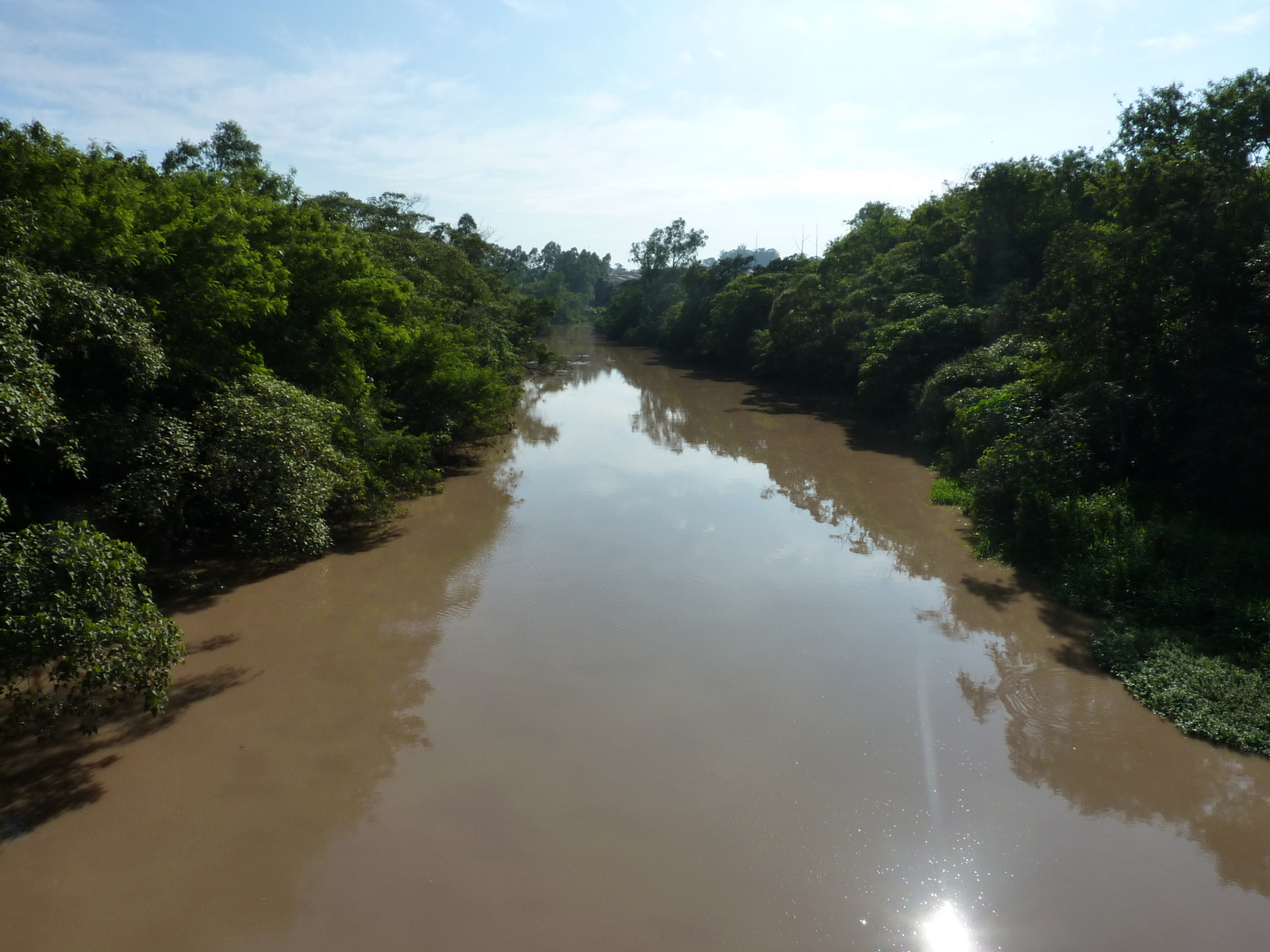
Rio Capivari.

A maior parte do município de Capivari encontra-se inserido na Bacia do rio Capivari. Entretanto a parte norte da zona rural do município está na área de drenagem da bacia do ribeirão dos Toledos, tributário do rio Piracicaba.

### Clima
O clima de Capivari é Subtropical, com diminuição de chuvas no inverno e temperatura média anual de 18,4 graus centígrados, tendo invernos secos e frios e verões chuvosos com temperaturas não muito altas. O mês mais quente, fevereiro, conta com temperatura média de 21,9 graus centígrados, sendo a média máxima de 32,1 graus centígrados e a mínima de 19,2 graus centígrados. E o mês mais frio, julho, de 12,0 graus centígrados, sendo 26,3 e 09,2 graus centígrados a média máxima e mínima, respectivamente. Outono e primavera são estações de transição.
A precipitação média anual é de 1 257,1 milímetros, sendo agosto o mês mais seco, quando ocorrem apenas 33,3 milímetros. Em janeiro, o mês mais chuvoso, a média fica em 230 milímetros. Nos últimos anos, entretanto, os dias quentes e secos durante o inverno têm sido cada vez mais frequentes, não raro ultrapassando a marca dos 25 graus centígrados, especialmente entre julho e setembro. Em agosto de 2010, por exemplo, a precipitação de chuva em Capivari não passou de zero milímetro. Durante a época das secas e em longos veranicos em pleno período chuvoso, também são comuns registros de queimadas em morros e matagais, principalmente na zona rural da cidade, o que contribui para o desmatamento e o lançamento de poluentes na atmosfera, prejudicando ainda a qualidade do ar.
A temperatura mínima registrada na cidade foi de -3,8 grau centígrado, registrada no dia 25 de junho de 2002. Já a máxima foi de 37,0 graus centígrados, observada no dia 17 de novembro de 1985. O maior acumulado de chuva registrado em 24 horas no município entre junho de 1988 e outubro de 2008 foi de 243,4 milímetros, no dia 25 de maio de 2005. Entre 1910 e 2004, houve 70 registros de geadas em Capivari. O mais recente foi em 12 de junho de 2016, quando a temperatura mínima chegou aos 0,1 graus centígrados. Ocasionalmente, também ocorrem episódios de forte ventania, com rajadas superiores a 100 quilômetros por hora. Houve registros de formação de tempestades fortes no município nos dias 4 de maio de 2001 e 9 de março de 2008 e muitos eventos em 2015/2016.
| Dados climatológicos para Capivari | Dados climatológicos para Capivari | Dados climatológicos para Capivari | Dados climatológicos para Capivari | Dados climatológicos para Capivari | Dados climatológicos para Capivari | Dados climatológicos para Capivari | Dados climatológicos para Capivari | Dados climatológicos para Capivari | Dados climatológicos para Capivari | Dados climatológicos para Capivari | Dados climatológicos para Capivari | Dados climatológicos para Capivari | Dados climatológicos para Capivari |
| Mês | Jan                                | Fev                                | Mar                                | Abr                                | Mai                                | Jun                                | Jul                                | Ago                                | Set                                | Out                                | Nov                                | Dez                                | Ano                                |
| --- | ---------------------------------- | ---------------------------------- | ---------------------------------- | ---------------------------------- | ---------------------------------- | ---------------------------------- | ---------------------------------- | ---------------------------------- | ---------------------------------- | ---------------------------------- | ---------------------------------- | ---------------------------------- | ---------------------------------- |
| Temperatura máxima recorde (°C) | 38,0                               | 39,0                               | 38,0                               | 36,0                               | 33,0                               | 32,1                               | 33,0                               | 36,0                               | 40,7                               | 41,4                               | 38,3                               | 39,0                               | 36,9                               |
| Temperatura máxima média (°C) | 31,6                               | 32,1                               | 31,4                               | 30,2                               | 26,8                               | 26,2                               | 26,3                               | 28,1                               | 29,7                               | 31,1                               | 31,0                               | 31,6                               | 31,9                               |
| Temperatura mínima média (°C) | 19,3                               | 19,2                               | 18,3                               | 15,5                               | 11,5                               | 10,5                               | 9,2                                | 10,1                               | 13,3                               | 16,1                               | 17,3                               | 18,8                               | 14,9                               |
| Temperatura mínima recorde (°C) | 10,0                               | 10,0                               | 10,0                               | 8,0                                | 2,0                                | 0,2                                | −1,0                               | 2,0                                | 3,0                                | 3,0                                | 7,0                                | 9,0                                | 5,7                                |
| Precipitação (mm) | 230,0                              | 159,6                              | 147,9                              | 61,2                               | 66,1                               | 54,6                               | 47,2                               | 33,3                               | 54,2                               | 99,0                               | 132,2                              | 171,8                              | 104,7                              |
| Fonte: Centro Integrado de Informações Agrometeorológicas (CIIAGRO) (médias de temperatura e precipitação: 2000-2020; recordes de temperatura: 23/03/2000-31/12/2020) |                                    |                                    |                                    |                                    |                                    |                                    |                                    |                                    |                                    |                                    |                                    |                                    |                                    |

### Rodovias
Capivari é servida pelas rodovias Jornalista Francisco Aguirra Proença (SP 101), Comendador Americo Emilio Romipela (SP 306) e Rodovia do Açúcar (SP 308), que permitem acesso rápido às principais rodovias do estado, como Rodovia Anhanguera, Rodovia dos Bandeirantes, Rodovia Dom Pedro I e Rodovia Castelo Branco.

## Demografia

### População
| Crescimento populacional                             | Crescimento populacional | Crescimento populacional | Crescimento populacional |
| Ano                                                  | População Total          |                          | %±                       |
| ---------------------------------------------------- | ------------------------ | ------------------------ | ------------------------ |
| 1872                                                 | 8 197                    |                          |                          |
| 1890                                                 | 10 809                   |                          | 31,9%                    |
| 1900                                                 | 10 809                   |                          | 0,0%                     |
| 1910                                                 | 21 362                   |                          | 97,6%                    |
| 1920                                                 | 25 591                   |                          | 19,8%                    |
| 1925                                                 | 31 223                   |                          | 22,0%                    |
| 1929                                                 | 29 670                   |                          | −5,0%                    |
| 1934                                                 | 28 830                   |                          | −2,8%                    |
| 1937                                                 | 30 821                   |                          | 6,9%                     |
| 1940                                                 | 26 754                   |                          | −13,2%                   |
| 1946                                                 | 24 953                   |                          | −6,7%                    |
| 1950                                                 | 23 522                   |                          | −5,7%                    |
| 1958                                                 | 22 848                   |                          | −2,9%                    |
| 1960                                                 | 19 725                   |                          | −13,7%                   |
| 1970                                                 | 18 986                   |                          | −3,7%                    |
| 1980                                                 | 25 175                   |                          | 32,6%                    |
| 1991                                                 | 34 220                   |                          | 35,9%                    |
| 2000                                                 | 41 468                   |                          | 21,2%                    |
| 2010                                                 | 48 576                   |                          | 17,1%                    |
| 2022                                                 | 50 068                   |                          | 3,1%                     |
| Est. 2024                                            | 51 318                   | [ 10 ]                   | 2,5%                     |
| Fontes: Censos Demográficos IBGE e Estimativas SEADE |                          |                          |                          |

### Dados demográficos
Estimativa 2021
- População total: 56 973 habitantes
- Densidade demográfica: 176,5 hab./km²:
- Taxa de escolarização (6 a 14 anos): 97,3% (dados do último censo em 2010)

## Política e administração

### Executivo (2021/2024)
- Prefeito: Vitor Hugo Riccominni (PSL)
- Vice-prefeito: Bruno Barnabé da Silva (PSDB)

### Legislativo (2021/2024)
Biênio (2021-2022)
- Presidente da Câmara: José Eduardo Bombonatti (Republicanos)
- Vice-Presidente: Marcos Sabido Fernandes (PODE)
- 1º Secretario: Paloma Tatiane Silva (PP)
- 2º Secretario: Nelson de Sousa Soares (PL)
- Ruan Henrique Pelegrini Braggion (Republicanos)
- Vinicius Scarso (MDB)
- Ines Luiza Felix da Costa (PSL)
- Thiago Junior Anésio Braggion (PSL)
- Odésio de Jesus Ferraz (PSDB)
- Jeisele Renata Rosada (PSL)
- Denilton Rocha dos Santos (MDB)
- José Eduardo de Campos Pacheco (PL)
- Elissandro da Silva Leite (PSDB)

| | Ex-Prefeitos de Capivari |
| 1948 ate os dias atuais | 1948 ate os dias atuais |
| Ano | Nome |
| --- | --- |
| 2017 a 2020 | Rodrigo Abdala Proença |
| 2013 a 2016 | Rodrigo Abdala Proença |
| 2013 | André Luis Rocha (interinamente de janeiro a março de 2013).                                                                                   |
| 2009 a 2012 | Luis Donisete Campaci |
| 2005 a 2008 | José Carlos Tonetti Borsari |
| 2001 a 2004 | José Carlos Tonetti Borsari |
| 1997 a 2000 | José Lazaro Zico de Almeida Soares |
| 1993 a 1996 | Osvaldo Agostinho Riccomini |
| 1989 a 1992 | José Carlos Capóssoli Colnaghi |
| 1983 a 1988 | José Lazaro Zico de Almeida Soares |
| 1977 a 1982 | Julio Forti Neto |
| 1973 a 1976 | José Carlos Capóssoli Colnaghi |
| 1969 a 1972 | Luiz Quagliato Filho (com a morte de Luiz Quagliato Filho durante o mandato, o cargo foi assumido pelo então vice-prefeito, Julio Forti Neto). |
| 1964 a 1968 | Romeu Annicchino |
| 1960 a 1963 | Geraldo Toledo Amaral |
| 1956 a 1959 | Miguel Simão Neto |
| 1952 a 1955 | José Estanislau do Amaral Filho |
| 1948 a 1951 | Dr. Sebastião Armelin |
| Exerceram mandato por delegação de Interventores, que em regime de exceção governaram o Estado no período revolucionário de 1930 e durante a vigência do “Estado Novo” | |
| | José Augusto Mader |
| | Antonio de Cillo |
| | Mário Bernardino de Campos |
| | Francisco de Assis Conforti |
| | Benedito Pereira da Cunha |
| | Dr. André de Toledo Assumpção |
| | Trajano Paixão |
| | Gumercindo Cintra |
| | Pedro Stucchi |
| | Rosário Capóssoli |
| | José Dias de Aguiar (Zezé Aguiar) |
| | Alziro Dias Ferraz |
| | Por Intendentes 1890 a 1930 |
| | Alfredo do Amaral Silveira |
| | Alencar Amaral |
| | Leônidas de Campos Teixeira (Lulu Bernardino)                                                                                                  |
| | Arthur Correa de Toledo |
| | Antônio Teixeira Pinto |
| | Luiz Ferraz de Sampaio |
| | Adolpho Stein Junior (Nhonhô Stein) |
| | Antônio Ladislau Coelho |
| | Dr. José Vieira da Costa Valente |
| | José de Mello Almada |
| | José Estanislau do Amaral (Dr. Juca) |
| | João da Rocha Bueno |
| | Francisco Mader |
| | Francisco Bernardino de Campos Camargo (Nhonhô Bernardino)                                                                                     |
| | Coronel Delfino Antonio de Carvalho |
| | Antonio Pompeu Paes de Barros Campos |
| | Major Antonio Pires de Campos |
| | Dr. Antonio Dias de Aguiar |
| | Alexandre Leite de Almeida Barros |

## Economia
A economia da cidade se baseia na agricultura (principalmente da Cana-de-Açúcar) e em empresas que se instalam no município. Atualmente, Capivari possui 326 empresas instaladas, um comércio amplo, com 1357 mil estabelecimentos em atividade, nos mais variados ramos de negócios e 1900 mil prestadores de serviços.

## Infraestrutura

### Educação
Escolas municipais
- EMEI ALCINA DE ALMEIDA SOARES
- EMEI PROF. ALDO SILVEIRA
- EMEI ANA BORTOLUCI FORNER
- EMEI BENEDITA GOLÇALVES QUAGLIATO
- EMEI CECILIA CEREZER RICOMINI
- EMEI PROF. JOSE HYPOLITO FERNANDES DE CASTRO
- EMEI EMILIA BENVENUTO ORTOLANI
- EMEI PROFª. ESTER ANNICCHINO PAGOTTO
- EMEI GUERINO PADOVANI
- EMEI MARIA APARECIDA BOAVENTURA DE ALMEIDA GARCIA
- EMEI ROSA AMADIO BALAN
- EMEIEF AMELIA FRANCISCA ALVES
- EMEIEF PROF. DERLY ANDRIOTTI
- EMEIEF PROFª. ANA APARECIDA RUFINO DIAS
- EMEIEF PROFª. LENITA DE CAMARGO PENTEADO
- EMEIEF PROF. JOSE BENEDITO PINTO ANTUNES
- EMEIEF DRª. JUREMA APARECIDA DE SOUSA MARTINS
- EMEIEF PROFª. MARIA DO CARMO AMARAL
- EMEIEF PROFª. TERESINHA APARECIDA FRANCHI
- EM PROF. AUGUSTO CASTANHO
- EM PROF. CHERUBIM FERNANDES SAMPAIO
- EM PROFª. LAURA QUAGLIATO PACHECO
- EM PROFª. MARIA ROSA LEMBO DUARTE
- EICAP LUCIA ROSARIA ARMELIN STEFANINI
- EICAP PROF. DIRCEU ORTOLANI STEIN
- EICAP JOSE ANNICCHINO FU PAULO
- EICAP PROFª TERESINHA DE JESUS MACLUF

Escolas estaduais
- E.E. Pe. FABIANO JOSE MOREIRA CAMARGO
- E.E. Pe. JOSE BONIFACIO CARRETTA
- E.E. Profª MARIA JANUARIA VAZ TUCCORI
- E.E. WALDEMAR THOMAZINE

Escolas particulares
- ESCOLA DE EDUCAÇÃO ESPECIAL DA APAE DE CAPIVARI
- COLÉGIO ALEGRIA DE CRESCER (EAC)
- COLÉGIO EVOLUIR CENTRO EDUCACIONAL
- LICEU CENTRO EDUCACIONAL DE CAPIVARI (ANGLO)
- ESCOLA EDUCAÇÃO INFANTIL SONHO DE CRIANÇA

Escola federal
- INSTITUTO FEDERAL DE SÃO PAULO - CAMPUS CAPIVARI

### Comunicações

#### Telefonia
O sistema de telefones automáticos foi inaugurado na cidade em 1976 pela Telecomunicações de São Paulo (TELESP), que também implantou o sistema de discagem direta à distância (DDD) em 1979 com o código de área (0194). Anteriormente a cidade era atendida pela Companhia Telefônica Brasileira (CTB).
Na década de 90 o código DDD da cidade foi alterado para (019), para padronização do sistema telefônico com a telefonia celular que estava sendo implantada em todo o estado.

#### Rádios

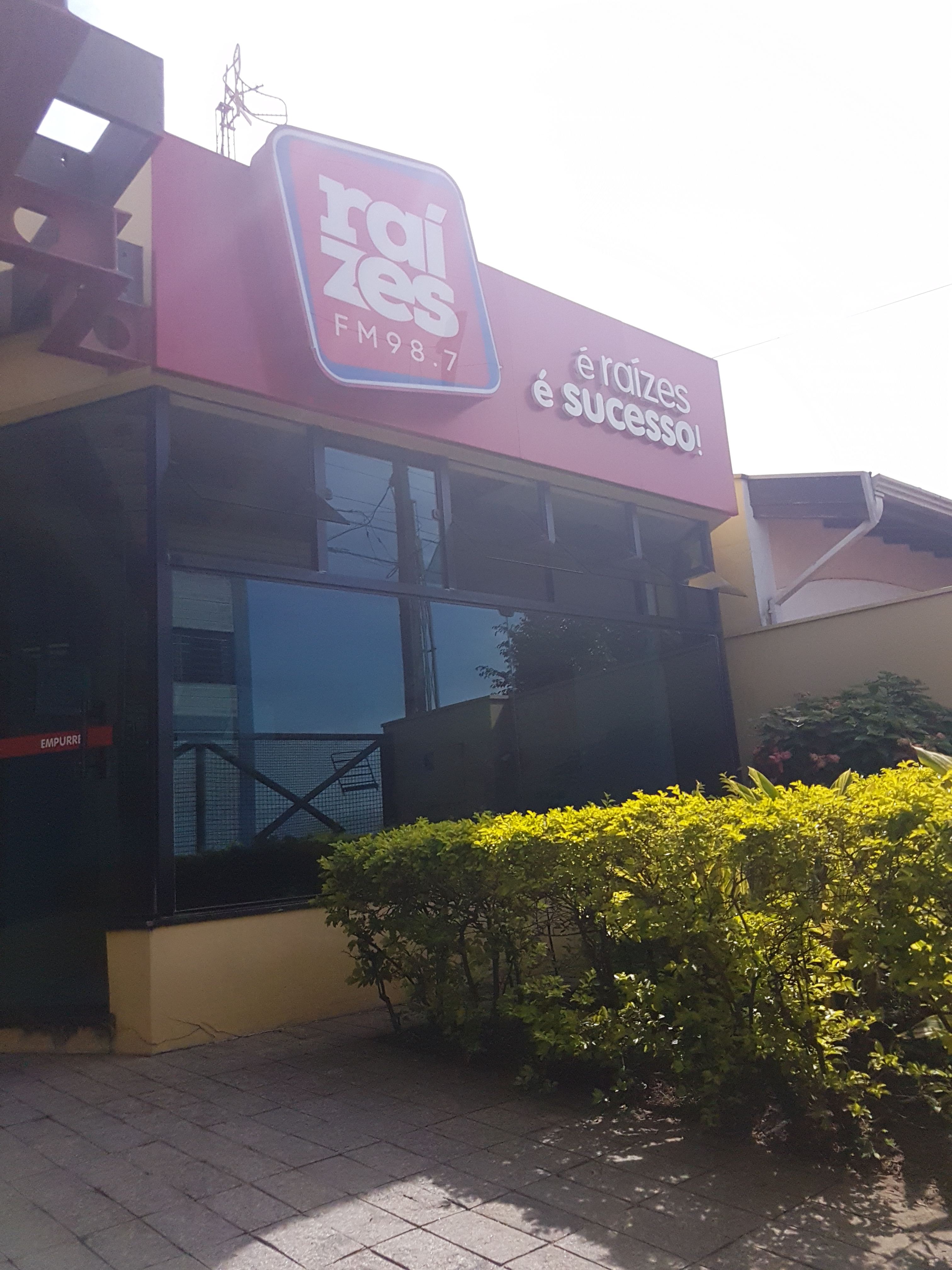
Raízes FM.

| Nome           | Cidade   | Frequência | Prefixo | RDS |
| -------------- | -------- | ---------- | ------- | --- |
| Cacique AM     | Capivari | 1550 Khz   | ZYK 572 | não |
| Raízes FM      | Capivari | 98.7 FM    | ZYD 990 | sim |
| Alternativa FM | Capivari | 106.3 FM   |         | não |
| RFM            | Rafard   | 107.9 FM   |         | não |
| Ativa FM       | Mombuca  | 104.3 FM   |         | não |

#### Jornais
- Correio de Capivari
- Jornal da Cidade
- O Semanário (Rafard)

#### TV a cabo
- ITV - Itu TV (canal 24 NET)
- TVR - TV Regional (canal 26 NET)

## Cultura e lazer

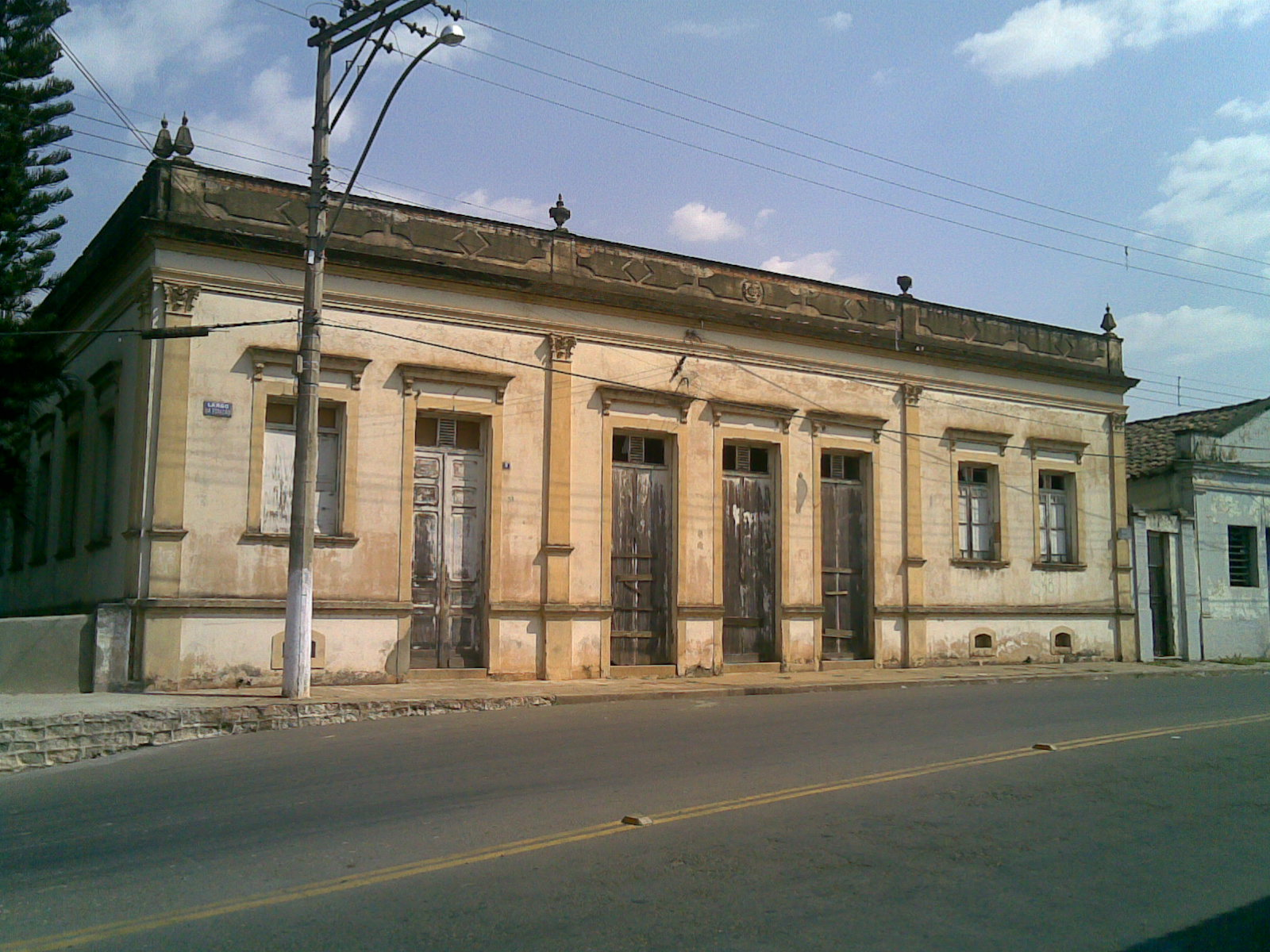
Casarão histórico.

### Casarão do Barão de Almeida Lima (Casarão Solar)
Sua construção foi iniciada por iniciativa de um dos principais fundadores da cidade, Antônio Pires de Almeida Moura, neto do Capitão-mor de Sorocaba, José de Almeida Leme.Os trabalhos começaram em 1842, mas devido as suas responsabilidades com as produções das fazendas, as melhorias estruturais do povoado e a responsabilidade pela edificação da igreja, Antônio Pires foi adiando a conclusão ao longo dos tempos.
Os trabalhos começaram em 1842, mas devido as suas responsabilidades com as produções das fazendas, as melhorias estruturais do povoado e a responsabilidade pela edificação da igreja, Antônio Pires foi adiando a conclusão ao longo dos tempos.
A obra seria o seu novo solar, mas devido a sua morte em 1852, a viúva vendeu a construção – na fase de colocação do telhado – ao Major Manoel Bernardino de Almeida Lima (nascido em Porto Feliz, em 5 de fevereiro de 1808. Foi um importante fazendeiro em Capivari. Mais tarde, em 1886 Barão de Almeida Lima, título a ele concedido pelo Imperador D. Pedro II por ter colaborado com a Vila, no ano de 1884 doando o edifício do “Coleginho” ).
O grande edifício de taipa pilada, de quatro águas, com 12 janelas para a Rua Fernando de Barros e seis para a praça padre Marques, possui também jardim, quintal, porão alto, entrada lateral e ostenta no portão de entrada, dois leões de terracota, de 1837.
Em 1878, foi o edifício mais importante da cidade: recebeu o Imperador D. Pedro II e a Imperatriz Dona Teresa Cristina, durante a terceira visita deles à Província de São Paulo.
Após o falecimento do Barão – possuidor de inúmeras propriedades e sem filhos –, o único herdeiro universal, um sobrinho dele, alugou o prédio de 1910 a 1932 a Luiz Corazza um imigrante italiano, que transformou o edifício em um hotel chamado “Hotel Corazza”.
Localizada na Rua Tiradentes, 366, Centro, a casa foi tombada em 1975 pela Condephaat e é, ainda, um dos mais belos prédios da cidade. Atualmente o casarão encontra-se fechado aguardando restauro.

### Casa de Júlio Ribeiro
Júlio César Ribeiro Vaughan, mais conhecido como Júlio Ribeiro, nasceu em Sabará, Minas Gerais, no dia 16 de abril de 1845 e faleceu em 1º de novembro de 1890 na cidade de Santos, vítima de tuberculose. Foi filólogo, jornalista e romancista, e é patrono da cadeira de número 24 na Academia Brasileira de Letras, bem como o criador da bandeira do estado de São Paulo.
Júlio foi um dos primeiros professores da cidade de Capivari e mandou construir uma casa localizada na Rua Bento Dias, número 173 no Centro da cidade, onde viveu durante algum tempo de sua vida. Atualmente, a casa se encontra como sendo um restaurante comida oriental.
Durante sua vida, quando ainda era proprietário da casa situada em Capivari, escrevera a obra “A Carne”, publicado em 1888. Um romance naturalista, que trata de temas como o divórcio, o amor livre e o novo papel da mulher na sociedade. De fato, esta obra fora um tanto quanto escandalosa na época, pois abordava temas que até então, eram considerados imorais. Algumas obras que Júlio escrevera em Capivari são “Cartas Sertanejas” e “Gramática Portuguesa”.
Além de sua moradia, a casa tinha um salão destinado a servir de um colégio, que funcionou de 1882 a 1886 no período que residiu em Capivari. Dizem que na pedra fundamental da edificação, Júlio teria escrito “Sem Deus e sem rei”, retratando seu caráter ateu e antimonarquista, rendendo críticas à sua pessoa.
Durante sua permanência na casa, conta-se que em um determinado dia ouviram-se alguns tiros de pistola na casa. Os vizinhos, preocupados, acreditando que algum desastre teria acontecido, entram na casa e encontram o professor deitado na cama com a arma na mão. Perguntaram-lhe o que havia conhecido e com ar de gozação, Júlio disse que só estava testando a nova arma que havia acabado de comprar.
Júlio Ribeiro deu início a uma dinastia de escritores. É avô da escritora e cronista Elsie Lessa, bisavô dos escritores e cronistas Ivan Lessa e Sérgio Pinheiro Lopes, e trisavô da escritora Juliana Foster.

### Estação Ferroviária Sorocabana

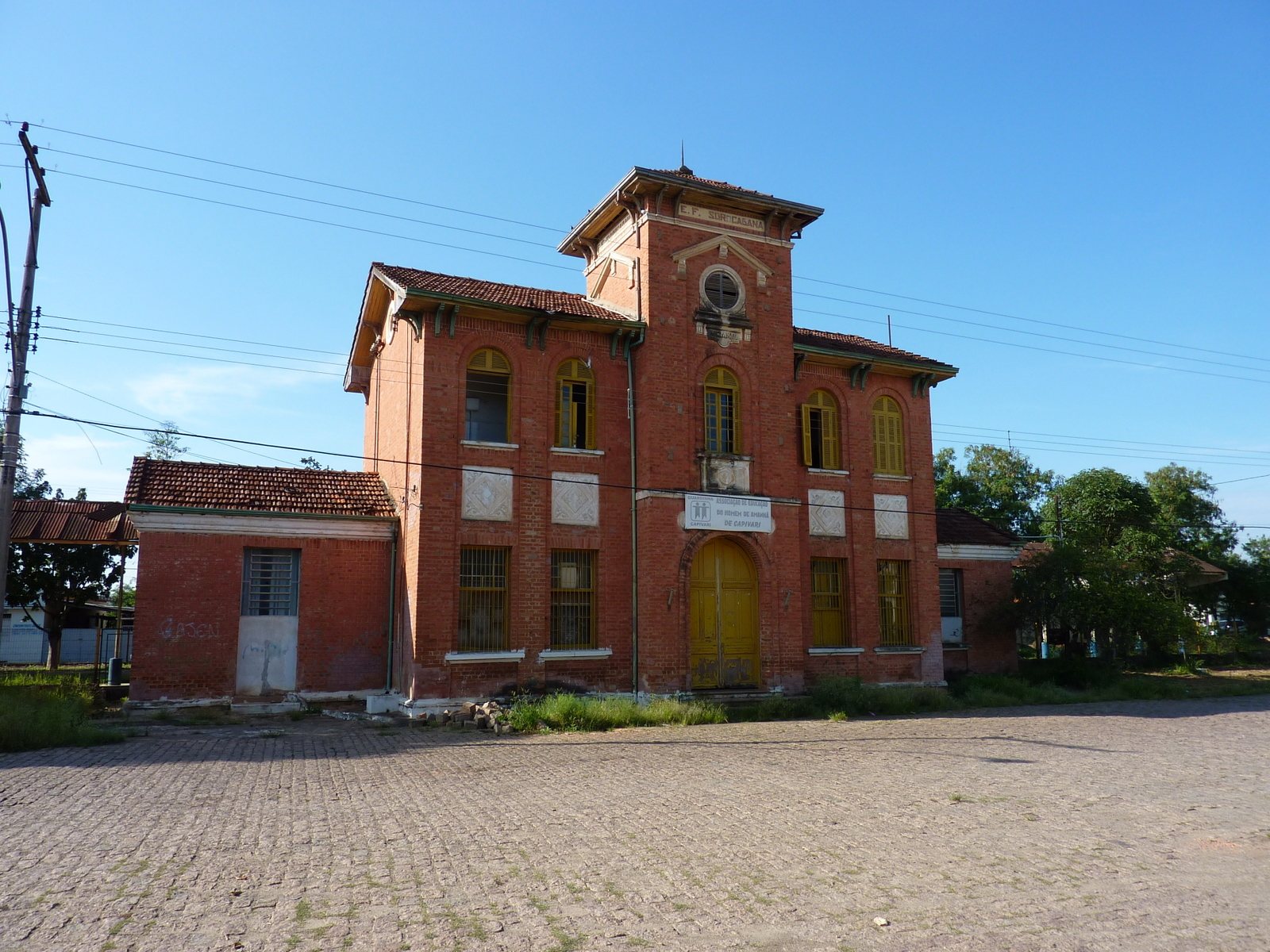
Antiga estação ferroviária.

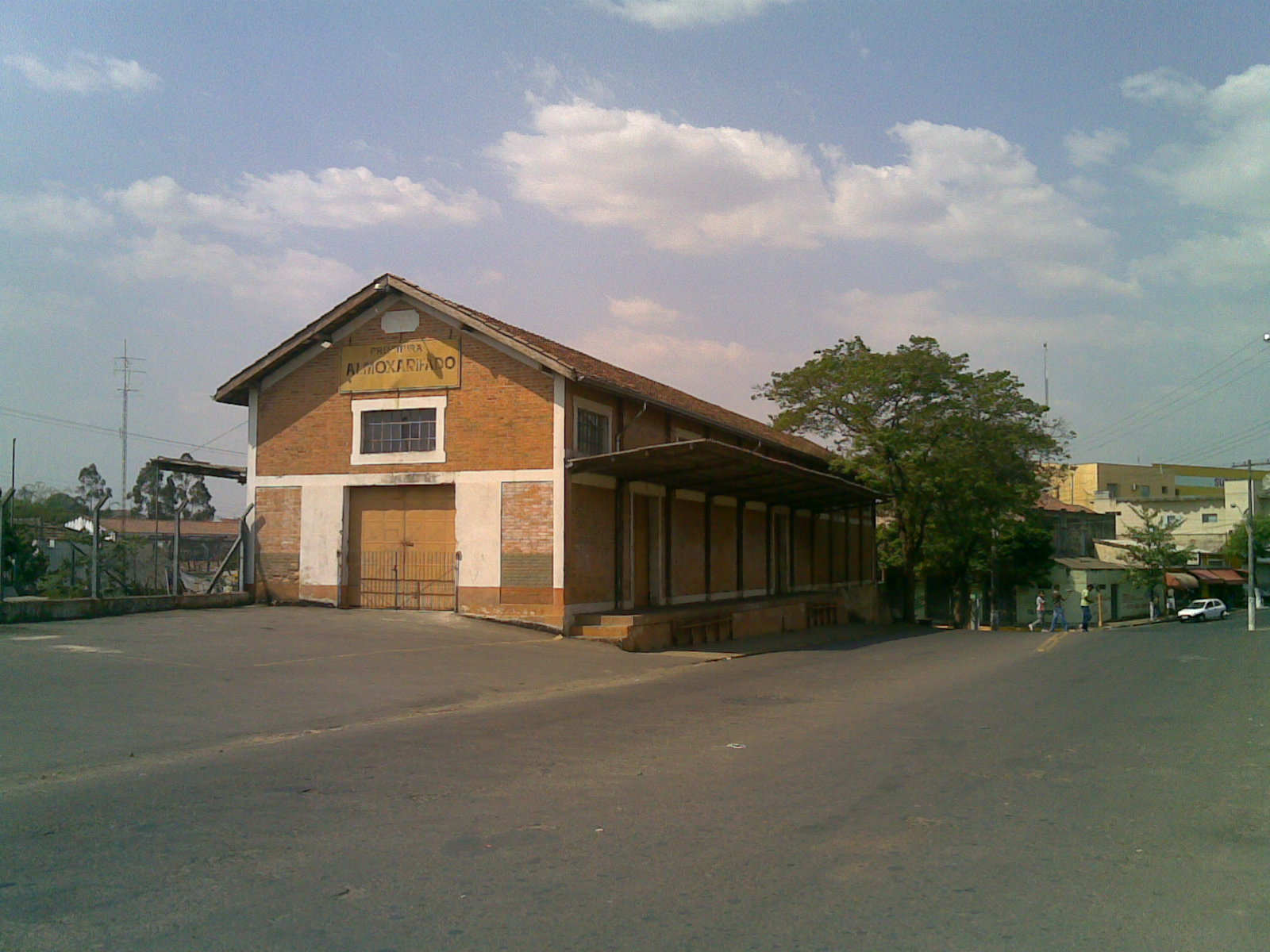
Armazém da antiga estação ferroviária.

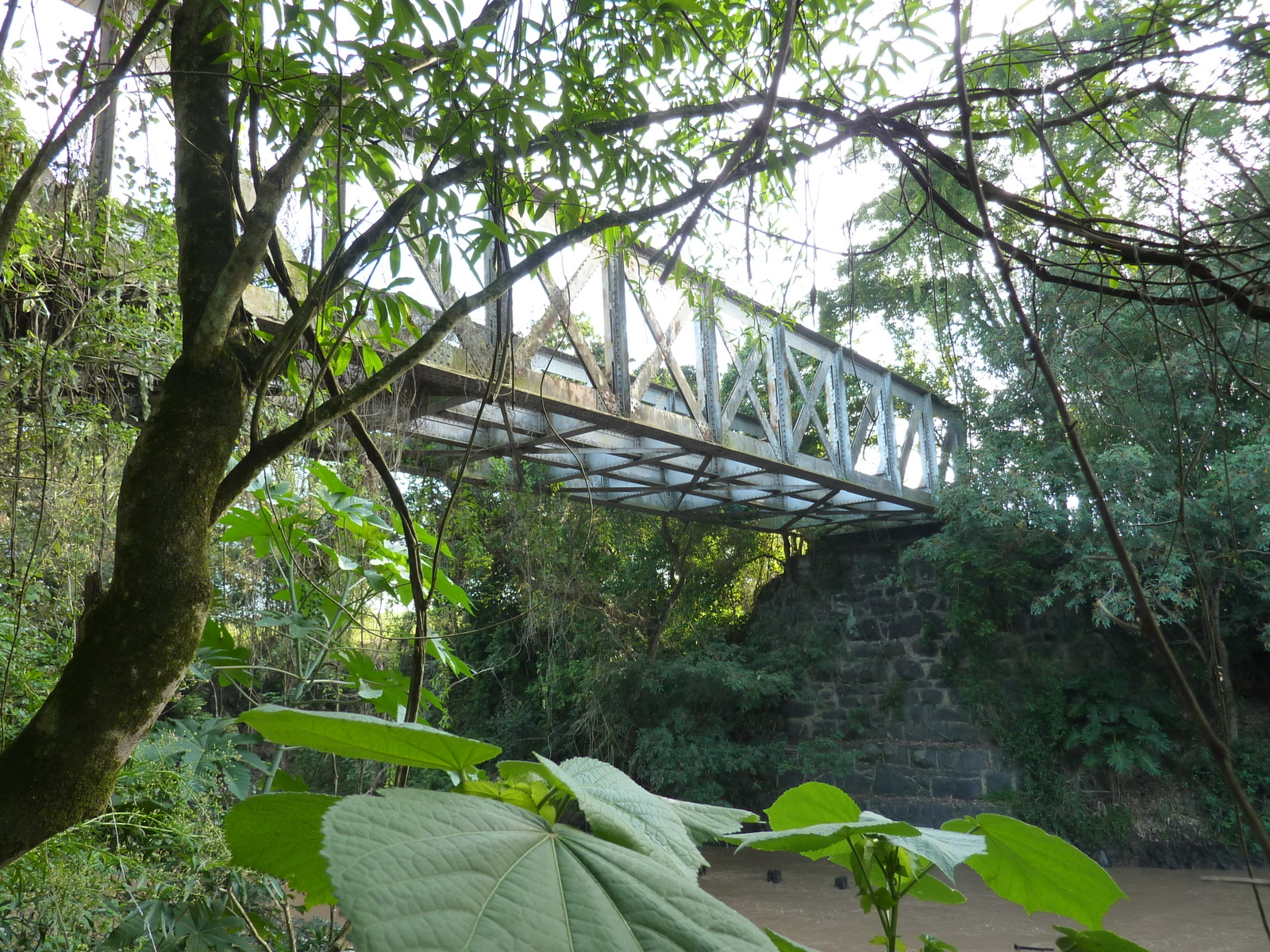
Antiga ponte ferroviária sobre o Rio Capivari.

O processo de transições socioeconômicas se dá na região com a chegada da ferrovia. A CPEF (Companhia Paulista de Estradas de Ferro) inaugura o trecho férreo ligando Campinas e Jundiaí em 1872, três anos depois a ferrovia chega a Capivari.
A Cidade de São João Baptista de Capivari de Baixo avistou o primeiro trem em “tráfego provisório” no dia 21 de outubro de 1875 às 13h50, que transportava produtos e altas autoridades da Província de São Paulo, garantindo o progresso à região e diminuindo as distâncias com o porto de Santos.
Esse episódio foi de muita importância para a cidade, pois recebera novos serviços e capitais, relatado por viajantes que estiveram na região, como por exemplo, Augusto Emilio Zaluar, um jornalista português.
O prédio da estação passou por alterações ao longo dos anos. Projeto de Cândido Motta Filho, o prédio atual foi construído em 1918 e segue estilo arquitetônico inglês.
Em 1980 os trens deixam de circular por Capivari e na da década de 1990 os trilhos foram removidos pela Ferrovia Paulista S/A (Fepasa).

### Igreja Matriz São João Batista
Ela está no mesmo local onde ficava a capela do início do povoado. Sua construção (da capela) se deu entre os anos 1818 e 1820. Esse período é anterior ao “Plano de Arruamento”, por isso o prédio está na posição atual, ou seja, de lado no lote.
A “Igreja Matriz de São João Batista de Capivari” deveria ter sido construída em outro lugar, onde atualmente estão as praças Rodrigues de Abreu e dr. Cesário Motta, que seriam o “Jardim Público” dela (isso segundo o Plano de Arruamento). Contudo ela foi iniciada, mas o dinheiro não foi suficiente para continuar e a obra ficou abandonada até ser totalmente demolida, anos mais tarde.
Em 1839, quando esteve à frente da paróquia, o padre Fabiano, recebeu, em 19 de junho (dois meses após sua posse) a visita pastoral do monsenhor Antônio de Carvalho Pinto (vigário da vara), que ficou muito impressionado com a rústica capela de pau a pique. Ele recomendou ao recente pároco, que fizesse uma reconstrução digna do povoado em formação.
O pedido do monsenhor não pôde ser atendido de imediato devido a existência de túmulos recentes de escravos, em ambos os lados da edificação. Contudo, no ano de 1842, começaram as primeiras providências para que as obras começassem, de modo que o antigo prédio fosse conservado para as missas. Ele ficou funcionando como “Capela-Mor”, sendo erguidas monumentais paredes de taipas, formando dois corredores internos ladeando-a.
Após alguns anos da posse do padre Fabiano, Antônio Pires de Almeida Moura (um dos primeiros moradores do povoado e um dos responsáveis pelo “Plano de Arruamento”), assumiu a reedificação da antiga igreja, designado pelo presidente da Província. Grande parte das obras foi custeada pelo próprio Antônio Pires, encorajando a pequena comunidade, em 1851, para que unissem forças para a conclusão dos trabalhos.
Nesse período, não se construiu a torre e a cobertura foi feita em um domingo após o fim da missa, pedido feito por Antônio Pires no altar, aos fiéis. Ele foi prontamente atendido e o telhado estava totalmente posto antes do anoitecer.
Em 1851, já eram celebradas missas na Igreja Matriz, graças a muitas pessoas da comunidade e também através de loterias em postos para angariar fundos para a reedificação dela.
No ano de 1882, a igreja ainda estava em reformas, tendo como encarregado da pintura os senhores Benére e Leonci Murlani (artistas que faziam decorações para residências e responsáveis pela pintura do “Teatro São João”).
Já em 1898, ela foi citada na obra de dr. Moreira Pinto, no livro intitulado “Viagens pela Ituana”, descrevendo seus aspectos estruturais, como a torre no centro com relógio e 10 estátuas de anjos em tamanho natural.
Dois anos depois, quando o padre Manoel José Marques (10º vigário dessa paróquia) assumiu a igreja de São João Batista, empreendeu uma grande reforma que durou de 1890 a 1907.
Ela foi ampliada até a rua Regente Feijó, suas paredes externas (taipa de um metro) foram revestidas de tijolos em ambos os lados. As paredes internas foram removidas e substituídas por colunas. O forro e os medalhões receberam pintura com cenas da história da igreja e quadros de santos. Entre, 1911 e 1912, um tufão destelhou-a e em abril de 1929 termina sua reforma externa.
A igreja ostenta um altar de mármore de carrara de 1942 e guarda em seu solo sagrado o corpo do padre Fabiano, sepultado em 12 de fevereiro de 1875.
Passados mais de 150 anos desde o início de sua edificação, ela continua sendo uma das mais belas construções do Estado. Sua “majestosa” estrutura arquitetônica e pinturas internas foram restauradas pelo artista Nori Figueiredo, que encerrou seus trabalhos após muitos anos de atividade.
Os 15 primeiros sacerdotes da Igreja de São João Batista no período de 1820 a 1927:
- 1º padre: João Jacinto dos Serafins – primeiro capelão permanecendo durante cinco anos como vigário de Capivari. Foi nomeado no dia 5 de junho de 1820, chegou à cidade em 27 de julho e como não encontrou a capela pronta, iniciou os cultos religiosos na casa de Joaquim da Costa Garcia, na Rua da Praia (hoje, Antônio Pires). A capela foi inaugurada no dia 11 de agosto de 1820. O padre Serafins morreu em São Paulo, no dia 15 de junho de 1828, com 50 anos de idade.
- 2º padre: Inácio Francisco de Moraes – ficou breve tempo na direção da paróquia, em 1826.
- 3º padre: Melquior de Pontes e Amaral – foi vigário de 1827 a 1828. Era cunhado do capitão-mor Manoel José Vaz Botelho e teve atuação na política partidária que se fazia presente na povoação.
- 4º padre: Antônio Luiz Penalva – de 1829 a 1836. Colaborou no arruamento do povoado, auxiliando a administração a fazer cumprir o disposto no “Auto de Arruamento”. Por essa razão foi apelidado de “padre Arruador”.
- 5º padre: Melquior de Pontes e Amaral – reassumiu o cargo em um momento de grande turbulência política, consequência da morte de Martim de Melo Taques.
- 6º padre: Fabiano José Moreira de Camargo – de 1839 a 1875. Foi o mais admirado sacerdote da vida paroquial de Capivari. Durante 36 anos comandou a matriz de São João Batista. Era natural de Sorocaba, nascido em 4 de junho de 1807. Ordenado na Quinta Episcopal de Santo Antônio por D. Manuel Joaquim Gonçalves de Andrade, aos 21 de dezembro de 1832. No período de 1831 a 1832, manteve na cidade, na Rua da Paciência (hoje, Tiradentes) uma escola de primeiras letras. Foi um grande chefe do Partido Liberal, elegendo-se em 1864 a deputado Provincial. Ele é o autor da lei que elevou Capivari à categoria de cidade, em 22 de abril de 1864. Promoveu a construção do Cemitério Municipal, inaugurado em 1852 – trata-se do antigo cemitério, que existiu no local onde, hoje, está a "E.E. Padre Fabiano José Moreira de Camargo", ao lado da rodoviária. Auxiliou a reconstrução da Igreja Matriz realizada por Antônio Pires. Foi médico e boticário, trabalhando gratuitamente para diminuir a pobreza. Foi orador fluente convocado para pregar nas solenidades da Semana Santa, da capital da Província. Ele, hoje, dá nome para rua no Município e a uma escola. Morreu em 11 de fevereiro de 1875 e foi sepultado na igreja de São João Batista (Capivari). De 1871 a 1875, devido a seu estado de saúde, teve como auxiliares os padres José Isidoro Rodrigues, João Lopes Rodrigues e Domingos Lourenço de Luna. Foi durante seu período como pároco que o papa Pio IX decretou o dogma da Imaculada Conceição e promoveu o XX Concílio Ecumênico, importantes para a vida da Igreja Católica.
- 7º padre: Domingos Lourenço de Luna – 1875 a 1881. Foi durante o período em que exerceu o comando da paróquia, que os imperadores D. Pedro II e Dona Teresa Cristina visitaram Capivari.
- 8º padre: Haroldo de Tracy Prado de Camargo Dauntre – 1882 a 1886. O padre Haroldo, de família campineira foi um sacerdote que caiu na simpatia dos fiéis, com sua alegria, descontração, amigo de tudo e de todos, ao contrário dos costumes de seu tempo, mantinha laços de amizade com capivarianos de outras religiões pelo que a cidade inteira o respeitava e o estimava. Presidiu o lançamento da primeira pedra do Mercado Municipal e da capela de Santa Cruz, integrou o corpo docente dos colégios até que a morte lhe veio inesperadamente, a 20 de novembro de 1886. Faleceu em Campinas, surpreendendo a todos com sua morte repentina. A Câmara Municipal, em sua homenagem, deu-lhe o nome de uma das ruas da povoação.
- 9°Cônego: Antônio Moreira de Souza de Almeida – 1887 a 1889. Tomou posse no dia 13 de fevereiro de 1887 e foi um articulador que empreendeu melhorias no aspecto interno da igreja, como: o grande lustre de cristal, de nove luzes, oferecido por dona Adelina Motta, esposa do dr. Cesário Motta Júnior e os quatro lustres menores de seis luzes, oferecidos por Alexandre Leite de Almeida Barros. O cônego Almeida foi o último vigário da monarquia, durante a qual se manteve o regime de união da igreja com o Estado.
- 10º padre: Manoel José Marques – de 1890 a 1907. Natural de Guaratinguetá, amigo do conselheiro Rodrigues Alves, ele foi, depois do padre Fabiano, o sacerdote que por mais tempo permaneceu em Capivari. Por motivos políticos foi afastado da paróquia pelo Partido Jagunço, em 1907, só retornando em 1919, quando morreu. Foi responsável pela remodelação da matriz, que a transformou num dos mais belos templos da diocese. Como presidente da Câmara Municipal, cooperou com o intendente Francisco Mader na implantação do serviço de água encanada e na iluminação a gás de acetileno do Jardim Público. Participou da fundação da corporação musical “Recreio dos Artistas” e organizou associações na comunidade dando um novo sentido ao culto católico. Associações nas quais foi responsável: Associação do Sagrado Coração de Jesus, do Sagrado Coração de Maria, Irmandade do Santíssimo Sacramento, Irmandade de São Benedito. O largo da matriz, na administração do prefeito Rosário Capóssoli, recebeu o nome do padre como homenagem.
- 11º padre: Alarico de Souza Zacharias – de 1908 a 1913. Era contrário à posição política de padre Marques, e uma das pessoas atuantes no Partido Jagunço. Por isso, criou diferenças com a maioria da população católica da cidade. Ele é lembrado pelo historiador de Bananal – onde Alarico foi vigário –, Agostinho Ramos. Este descreve que o padre tinha, naquela cidade do Vale do Paraíba, o mesmo comportamento apresentado, em Capivari Teve postura idêntica, em Araras, para onde foi posteriormente removido. Um de seus atos, que a comunidade mais lamentou foi a redução da matriz, modificando o plano de obras traçado pelo padre Marques. Isso foi resultado da falta de recursos que teve devido à “desastrosa” ação política em que se envolveu na cidade.
- 12°Cônego: Samuel de Oliveira Fragoso – de 1913 a 1919. Foi um dos grandes nomes que apoiou o mais antigo e importante estabelecimento hospitalar de Capivari, a Santa Casa de Misericórdia. O cônego Fragoso, ao lado do dr. João Stein, enfrentou momentos difíceis por ocasião da gripe espanhola de 1918, socorrendo os enfermos e ajudando os que necessitavam. Seu trabalho reavivou a vida religiosa, ativando também o convívio social e artístico da Cidade. O seu nome foi atribuído ao largo da Santa Cruz pelos serviços que prestou.
- 13°Cônego: João Loschi – de 1919 a 1920. A exemplo do padre Inácio Francisco de Moraes, de 1826, foi também breve em sua permanência como vigário de Capivari.
- 14°Cônego: Oscar Sampaio Peixoto – de 1920 a 1923. Orador brilhante, participou ativamente da campanha eleitoral de Amadeu Amaral. Promoveu uma notável ação missionária de sacerdotes alemães e realizou imponentes comemorações de passagem do centenário da Independência.
- 15°Cônego: Moisés de Nora – de 1923 a 1927. Sacerdote de grande energia, revolucionou a juventude capivariana, congregando em grande número, a recente reconstituição da “União dos Moços Católicos”. Auxiliou a imprensa local, reabriu a escola dos atiradores “603” e fundou a Corporação Musical “U.M.C.”.

### Praças Rodrigues de Abreu e Dr. Cesário Motta
Ricas em vegetação, as praças Rodrigues de Abreu e Dr. Cesário Motta reúnem algumas das mais belas paisagens de Capivari. O verde predominante das árvores e plantas divide o espaço com duas fontes, um coreto e um platô, no qual foi inaugurado, em 1932, um obelisco em comemoração ao centenário da fundação da cidade. As praças abrigam também as hermas de Amadeu Amaral (criação de Victor Brecheret), de Tarsila do Amaral (criação de Pandolfo) e Rodrigues de Abreu (criação de Tarsila do Amaral), três dos principais artistas capivarianos.
No passado já foi um ponto de separação entre negros frequentando a Praça Rodrigues de Abreu e os brancos frequentando a praça Dr. Cesário Motta, outra curiosidade que os rapazes e as moças circulavam em direções opostas, poderiam paquerar na troca de olhares

### Quilombo de Capivari
Em abril de 2004, o Itesp (Fundação Instituto de Terras do Estado de São Paulo) reconheceu como terra quilombola uma área denominada “Sítio Santa Rita”, cercada por cana-de-açúcar, localizada na rodovia Jornalista Francisco Aguirre Proença (SP-101), ocupada por descendentes de escravos. Como aponta relatório técnico-científico do Itesp, a terra se tornou propriedade de Eva Barreto, que recebeu a área de seu ex-dono com o compromisso de trabalhar para pagar pelo terreno. Desde então, até o reconhecimento do quilombo, a terra permaneceu sendo ocupada por descendentes da proprietária.

### Arena Capivari
A Arena Capivari, antigo Estádio Municipal Carlos Colnaghi, inaugurado em 1992. Pertence à prefeitura municipal de Capivari, onde o Capivariano Futebol Clube joga suas partidas. O estádio tem atualmente a capacidade cerca de 19.000 pessoas devido a uma reforma que ocorreu no ano de 2014. Por lá já se passou vários times de grande importância, como Corinthians, Santos, Botafogo, Guarani, Ponte Preta, entre outros.

### Museu João Batista Prata e Biblioteca João Batista Prata
Em 10 de julho de 1944, a partir da ideia de Abelardo Vergueiro César, uma galeria possuindo retratos e biografias de prefeitos de 1890 até aquele ano surge. E será a partir disto que o Museu passa a se organizar.
O Museu Histórico e Pedagógico Dr. Cesário Motta se instala na Câmara Municipal (na Praça) sobre o decreto nº 30.324 de 20 de dezembro de 1957. Após um tempo, segue para o salão paroquial localizado na Rua Martim Tarques. Dois anos depois, em 18 de maio, a Prefeitura enviou um Projeto de Lei à Câmara pedindo autorização para a doação do prédio da Cadeia para o Estado. Dessa forma, o Museu passará por uma nova instalação localizada na Praça José Zuza.
Eduardo Maluf foi o primeiro diretor do local e foi o responsável pela aquisição de peças doadas para o acervo, dentre eles objetos do final do século XVIII ao século XIX, obras de arte, fotografias, mobiliário, numismática, objetos domésticos e arqueológicos, antropológicos e etnográficos relativos a ciência e história natural, objetos referentes a revolução de 1932, escravidão e tecnológicos. A partir do ano de 1989, o Museu passa a compartilhar seu espaço com a Biblioteca Municipal João Batista Prata, dessa forma adquirindo ainda mais “peças” em sua constituição. Em 2013 a prefeitura de Capivari interditou o prédio por problemas estruturais e seu acervo foi transferido para outro local, o projeto de restauro foi orçada em um milhão de reais e enviado ao governo estadual, em março de 2020 a parede lateral desaba e no final de 2020 começa o restauro do prédio.[carece de fontes?]

## Filhos ilustres

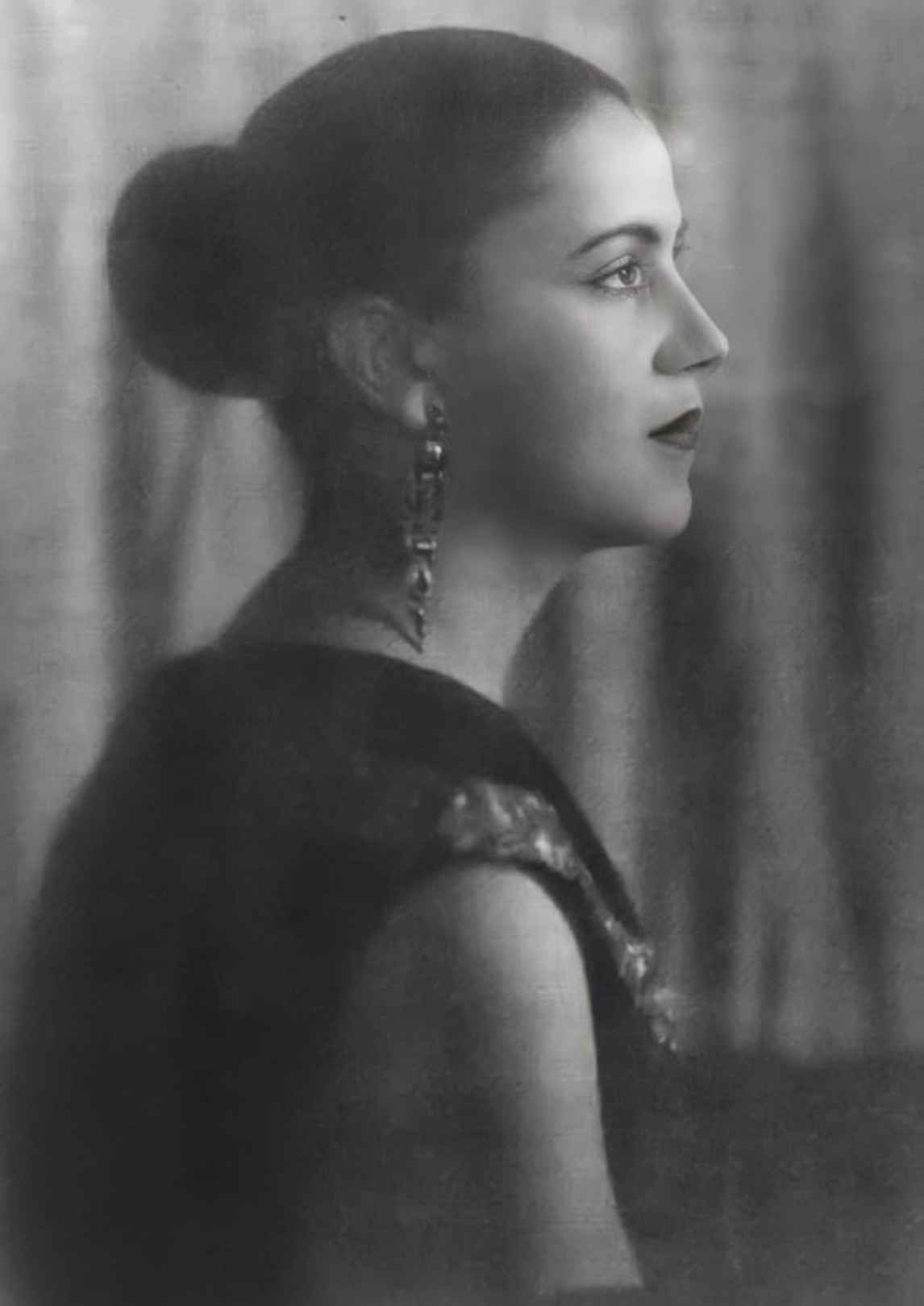
Tarsila do Amaral (c.1925).

- Adriana Ferrari  - Atriz e apresentadora
- Almir Pazzianotto - Jurista
- Amadeu Amaral (1875 - 1929) - Escritor e poeta
- Amaral - Ex-futebolista
- Ângelo Angelim (1935 - 2017) Professor e politico
- Antonio de Toledo Piza e Almeida (1848 - 1905)  engenheiro, político, jornalista e historiador
- Bruno Uvini - futebolista
- Edison Farah - (1915 - 2006) Matemático e Professor
- Joaquim Pompeu de Toledo - Politico
- Joaquim de Toledo Piza e Almeida  (1842 -1908) - Jurista
- Leo Vaz (1890 - 1973)  Escritor e jornalista
- Ricardo Raschini - Ex Atleta olímpico e comentarista esportivo
- Rodrigues de Abreu (1897 - 1927) Escritor e poeta
- Tarsila do Amaral[nota 1] (1886 - 1973) Pintora modernista

## Religião
O Cristianismo se faz presente na cidade da seguinte forma:

### Igreja Católica
- A igreja faz parte da Diocese de Piracicaba.[21]

### Igrejas Evangélicas
Entre as igrejas protestantes históricas, pentecostais e neopentecostais, encontram-se na cidade:
- Assembleia de Deus Ministério do Belém.[23][24]
- Congregação Cristã no Brasil.[25]